# Battlefield 1942: The Road to Rome
Battlefield 1942: The Road to Rome — первое официальное дополнение к видеоигре Battlefield 1942. Добавило 6 новых карт, основанных на операциях Итальянской кампании (1943—1945).

## Игровой процесс
Игровой процесс в общем не претерпел существенных изменений. Суть его осталась прежней: захват контрольных точек с целью уменьшения тикетов команды противника до минимума. Из наиболее заметных нововведений следует отметить появление первой в истории серии Battlefield карты, где на захваченной точке невозможно возродиться (Salerno), см. Обзор игры Battlefield 1942: The Road to Rome, а также первой карты, действие которой происходит в грозу (Monte Cassino). Также, на картах появились новые модели зданий, сооружений; медицинские шкафы приняли вид ящиков и т. д. Но самое главное — в игре появились две новых фракции, каждая со своим парком техники и набором вооружения. Прежние фракции также получили новые виды сухопутной и воздушной техники, а также огнестрельное оружие.

## Классы войск
Каждая фракция по-прежнему представлена 5 видами войск: снайпер, штурмовик, гранатомётчик, медик и инженер. У всех классов войск есть одинаковые ножи, по три гранаты (исключая инженера): у США, Англии и Франции — Mk II, у Германии и Италии — Stielhandgranate M24, стандартные пистолеты: у США, Англии — Colt M1911, у Германии и Италии — Walther P 38.
Впервые в серии Battlefield в этом дополнении появился штык.
- Снайпер. Основное оружие — снайперская винтовка. У союзников — Lee-Enfield № 4, у Германии и Италии — Mauser 98k. Также имеет 3 гранаты, нож, стандартный пистолет и бинокль, с помощью которого может наводить огонь самоходной артиллерии..
- Штурмовик. Основное оружие: автоматическая винтовка, ручной пулемёт или автомат. Американцы, британцы и французы используют автоматическую винтовку BAR M1918, немцы — штурмовую винтовку Stg 44, итальянцы — ручной пулемёт Breda Modello 30. Также имеет 3 гранаты, нож и пистолет.
- Гранатомётчик. Основное вооружение — гранатомёт. У союзников — M1 Bazooka, у Германии и Италии — Panzerschreck. Также имеет 3 гранаты, нож и пистолет.
- Медик. Основное вооружение — пистолет-пулемёт. У США — M1A1 Thompson, у Британии и Франции — STEN, у Германии и Италии — МP 40. Также имеет 3 гранаты, нож, пистолет и аптечку, с помощью которой может лечить союзников и себя.
- Инженер. Основное вооружение — магазинная или самозарядная винтовка. У инженеров Британии, Франции и Армии США — Lee-Enfield № 4, у Германии и Италии — карабин Mauser 98k. Инженер имеет на две обоймы (или пачки) больше, чем снайпер. Также имеет штык, пистолет, 4 противотанковые мины, 4 связки динамита, которые он может подрывать с помощью детонатора и гаечный ключ, с помощью которого он может чинить любую технику (от джипов до авианосцев) и снимать противотанковые мины и динамит.

## Отзывы
| Сводный рейтинг         | Сводный рейтинг |
| Агрегатор               | Оценка          |
| ----------------------- | --------------- |
| GameRankings            | 81,57 %         |
| Metacritic              | 84/100          |
| Иноязычные издания      |                 |
| Издание                 | Оценка          |
| CGW                     | [ 4 ]           |
| Eurogamer               | 6/10            |
| GamesMaster             | 70%             |
| GameSpot                | 8.9/10          |
| GameSpy                 | [ 8 ]           |
| GameZone                | 8.5/10          |
| IGN                     | 9.1/10          |
| PC Gamer (US)           | 90%             |
| PC Zone                 | 85%             |
| X-Play                  | [ 13 ]          |
| The Cincinnati Enquirer | [ 14 ]          |